# Mathcore
Mathcore – styl w muzyce metalcore odznaczający się używaniem dużych ilości dysonansów i zdynamizowania utworów. Często utwory składają się z kilku – kilkunastu motywów muzycznych, występuje również polirytmia. Źródeł gatunku należy szukać w twórczości takich zespołów jak Converge, Botch, The Dillinger Escape Plan, Lichmistress.